# Manogea triforma
Manogea triforma là một loài nhện trong họ Araneidae.
Loài này thuộc chi Manogea. Manogea triforma được Herbert Walter Levi miêu tả năm 1997.